# Rimsko-njemački kralj
Pojam  Rimsko-njemački kralj označava u novijoj stručnoj povijesnoj literaturi vladara Svetog Rimskog Carstva u vremenu između njegova izbora za kralja i krunidbe za cara.  Njihov naslov je od vremena kasnih   Salijaca glasio  Rimski kralj ili  Kralj Rimljana (lat.: Rex Romanorum).  Moderna terminologija želi ovim pojmom izbjeći miješanje s rimskim kraljevima u doba antičkog Rima, jednako kao i analognim pojmom  Rimsko-njemački car radi razlikovanja između vladara Svetog Rimskog Carstva u srednjem i ranom novom vijeku i njemačkih careva, vladara Njemačkog Carstva osnovanog 1871.  
Naslov  Rex Romanorum  pojavljuje se u doba kasnih Otona,  pojačano u doba cara Henrika II.  Sljedeća dinastija Salijaca koristila ga je svjesno i intenzivno da istakne zahtjev za položaj rimskog cara nasuprot naslovu Rex Teutonicorum (kralj Nijemaca),  koji je koristio papa, dijelom i zato da njihove zahtjeve učini manje vrijednima, ali koji u srednjem vijeku nije službeno korišten.  Budući da je s kraljevskom čašću bio povezan i pojam sakralnog odn.  zahtjev za sakralnom vlasti, naslov Rex Romanorum je u doba borbe za investituru s papom postao uobičajen naslov. 
U kasnom srednjem vijeku naslov je postao uobičajen za izabrane kraljeve koji još nisu okrunjeni za cara Svetog Rimskog Carstva.  U ranom novom vijeku Maksimilijan I. bio je prvi vladar koji se kao izabrani rimsko-njemački kralj godine 1508. s papinim dopuštenjem nazvao „izabrani rimski car“. Karlo V., koji je 1519. bio izabran za rimsko-njemačkog kralja, preuzeo je nakon krunidbe za cara u Aachenu 23. listopada 1520. naslov „Izabrani rimski car“.  Naslov Rimski kralj postao je nakon toga naslov prijestolonasljednika. Dodjeljivan je designiranom carevu nasljedniku, ako bi za njegova života bio izabran i okrunjen za kralja. 
Oslanjajući se na tu tradiciju francuski car Napoleon Bonaparte dodijelio je svome sinu Napoleonu II. naslovRoi de Rome (Kralj Rima).